# جنگل سوگوار
جنگل سوگوار (ژاپنی: [殯の森Mogari no mori] Error: {{Lang}}: متن دارای نشانه‌گذاری ایتالیک است (راهنما)) فیلمی به کارگردانی نایومی کاواسه در سبک درام است که در سال ۲۰۰۷ منتشر شد. از بازیگران آن می‌توان به ماچیکو اونو اشاره کرد. این فیلم در شصتمین جشنواره فیلم کن برنده جایزه بزرگ شده است.